# حمراوية خصيبة صدئة
حمراوية خصيبة صدئة (الاسم العلمي: Rhodoferax ferrireducens) هي نوع من البكتيريا، سلبية الغرام، تتبع جنس الحمراوات خصيبة.